# Zastava M85/M90
Das Zastava M90 ist ein Sturmgewehr der serbischen Firma Zastava oružje. Die Waffe basiert auf der Technik des Sturmgewehrs AK-47.
Neben der Hauptversion gibt es folgende Versionen:
- M90 – leichtes MG mit längerem Lauf
- M85 – Maschinenpistolenversion.

Gemäß der jugoslawischen Militärdoktrin mit Ausrüstung aus West und Ost entwickelte Zastava aus dem M70 die beiden M90-Versionen sowie die Maschinenpistole M85 im Kaliber 5,56 × 45 mm NATO.